# Smolinka
Smolinka je přírodní památka severně od města Valašské Klobouky v okrese Zlín. Důvodem ochrany je bohatá lokalita šafránu bělokvětého (Crocus albiflorus) při potoce Smolinka.

## Fotogalerie

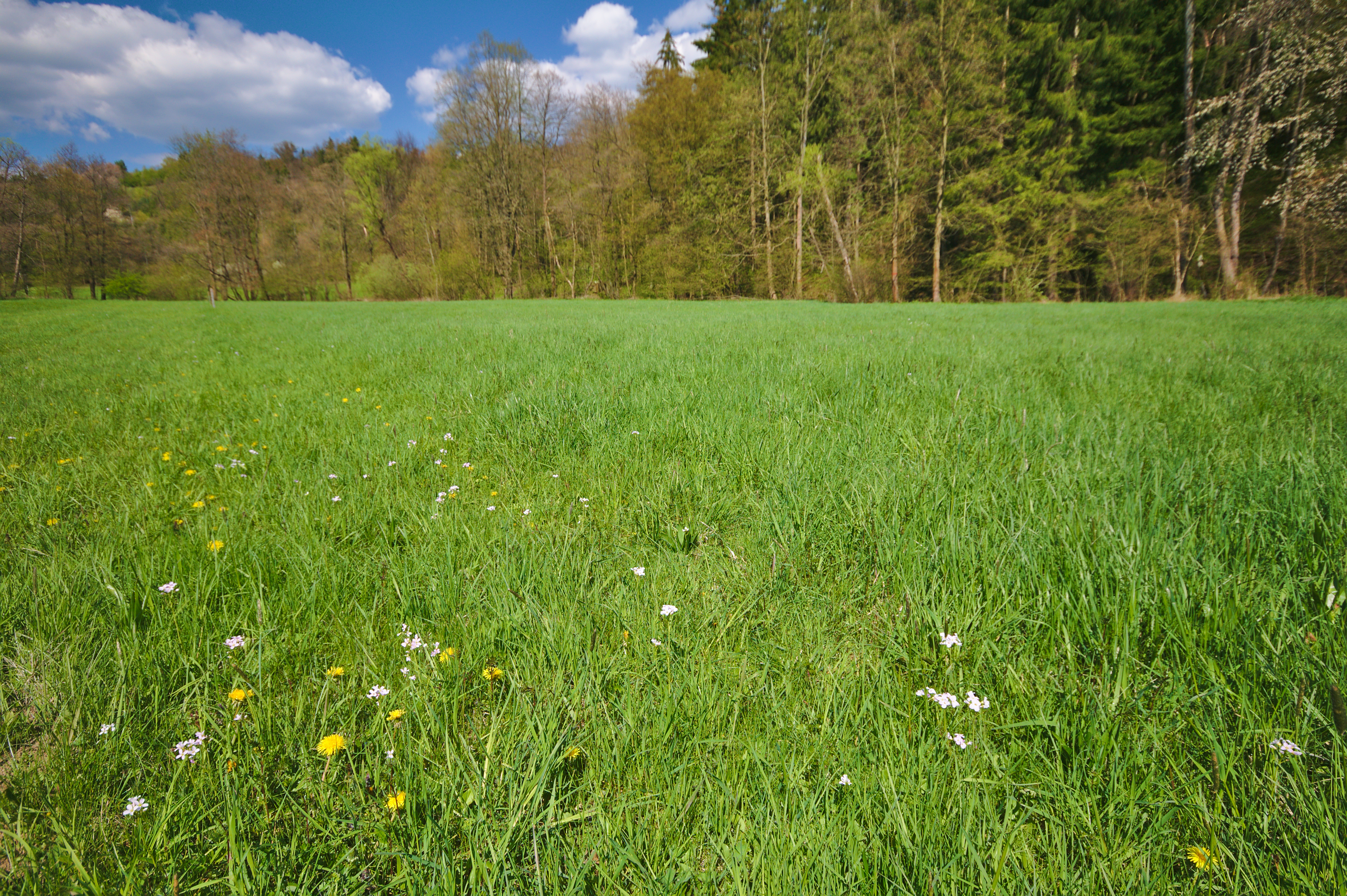
Údolní niva potoka Smolinka
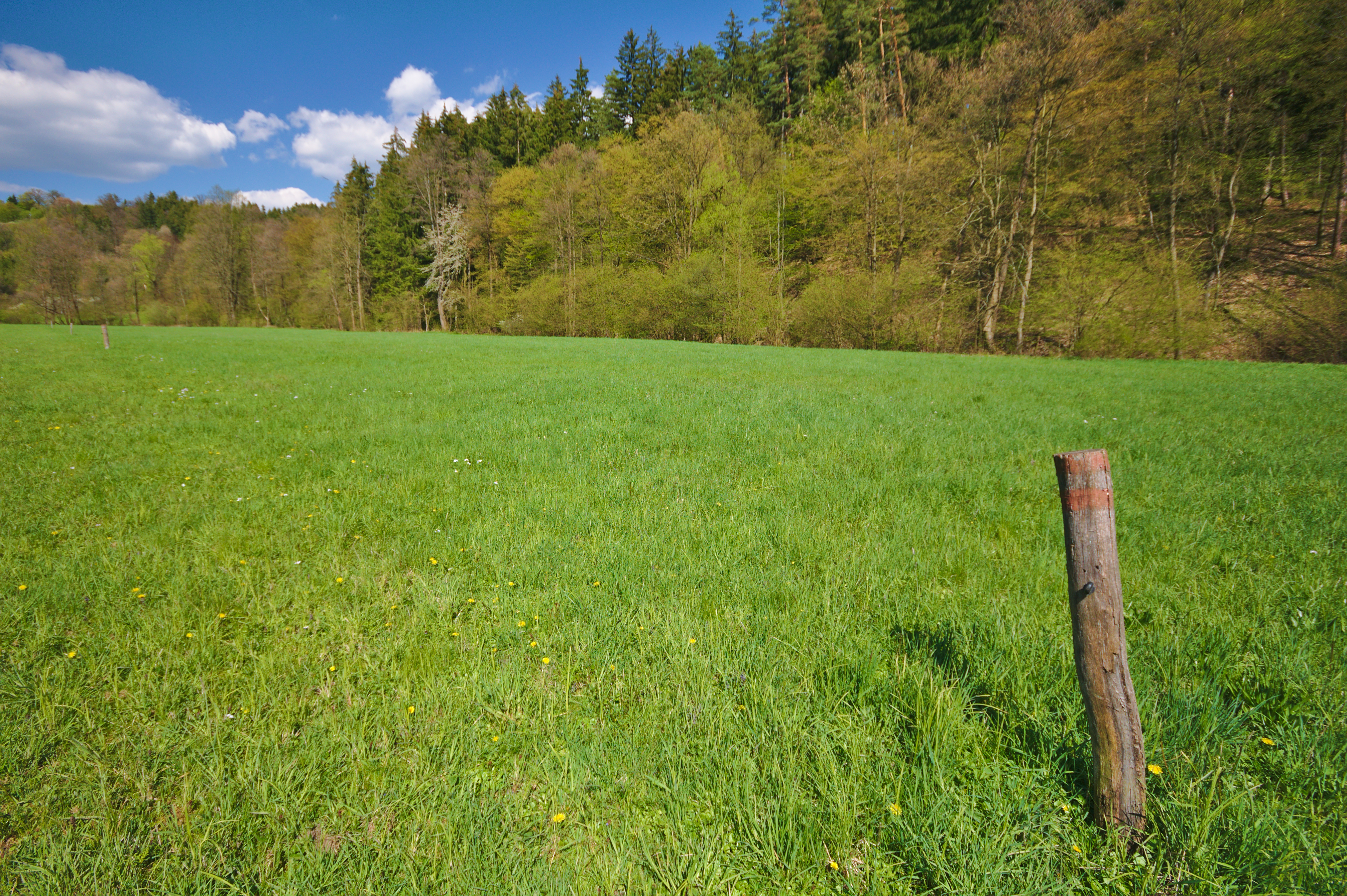
Kůl se značením hranic PP
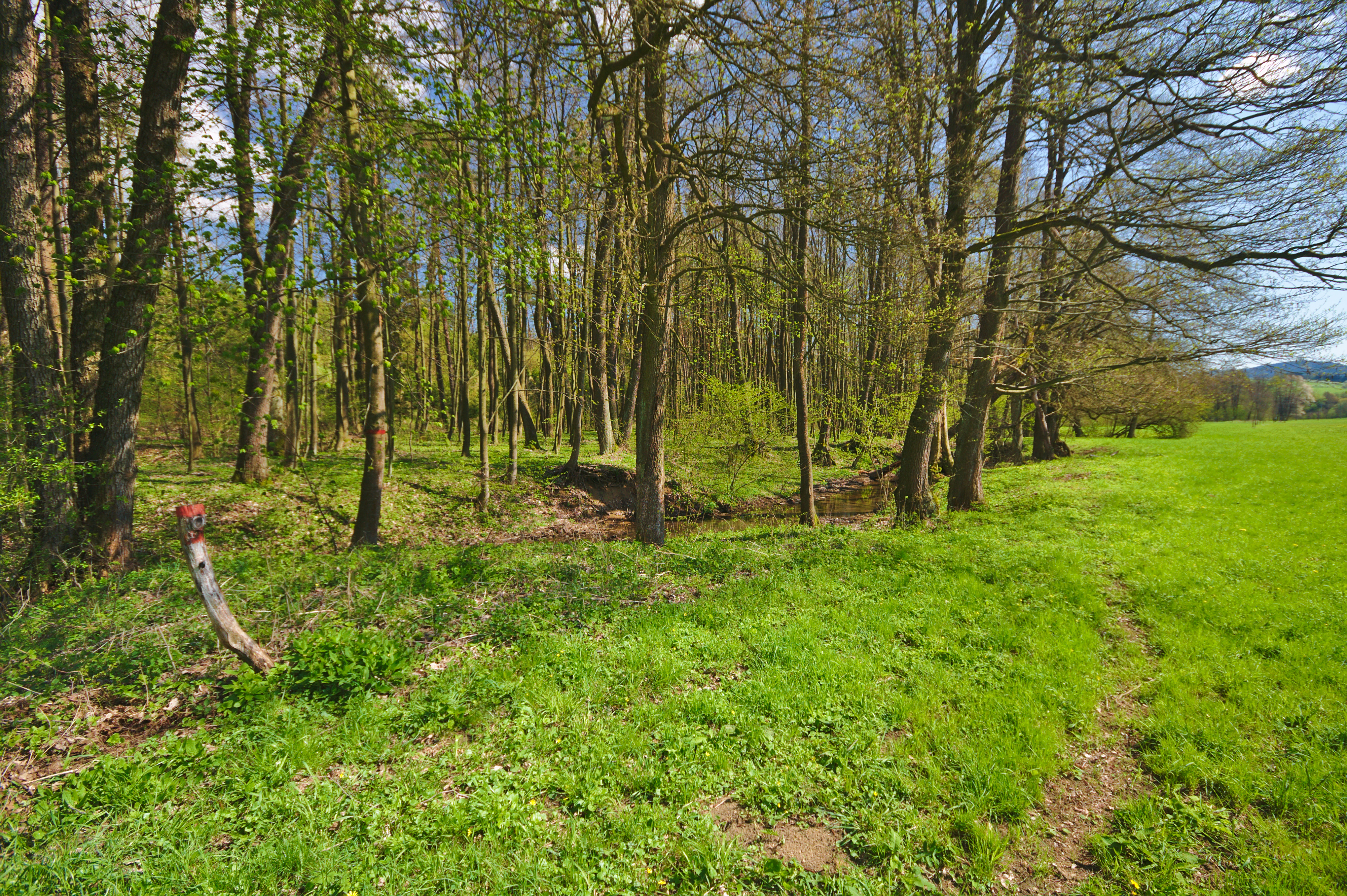
Břehový porost potoka
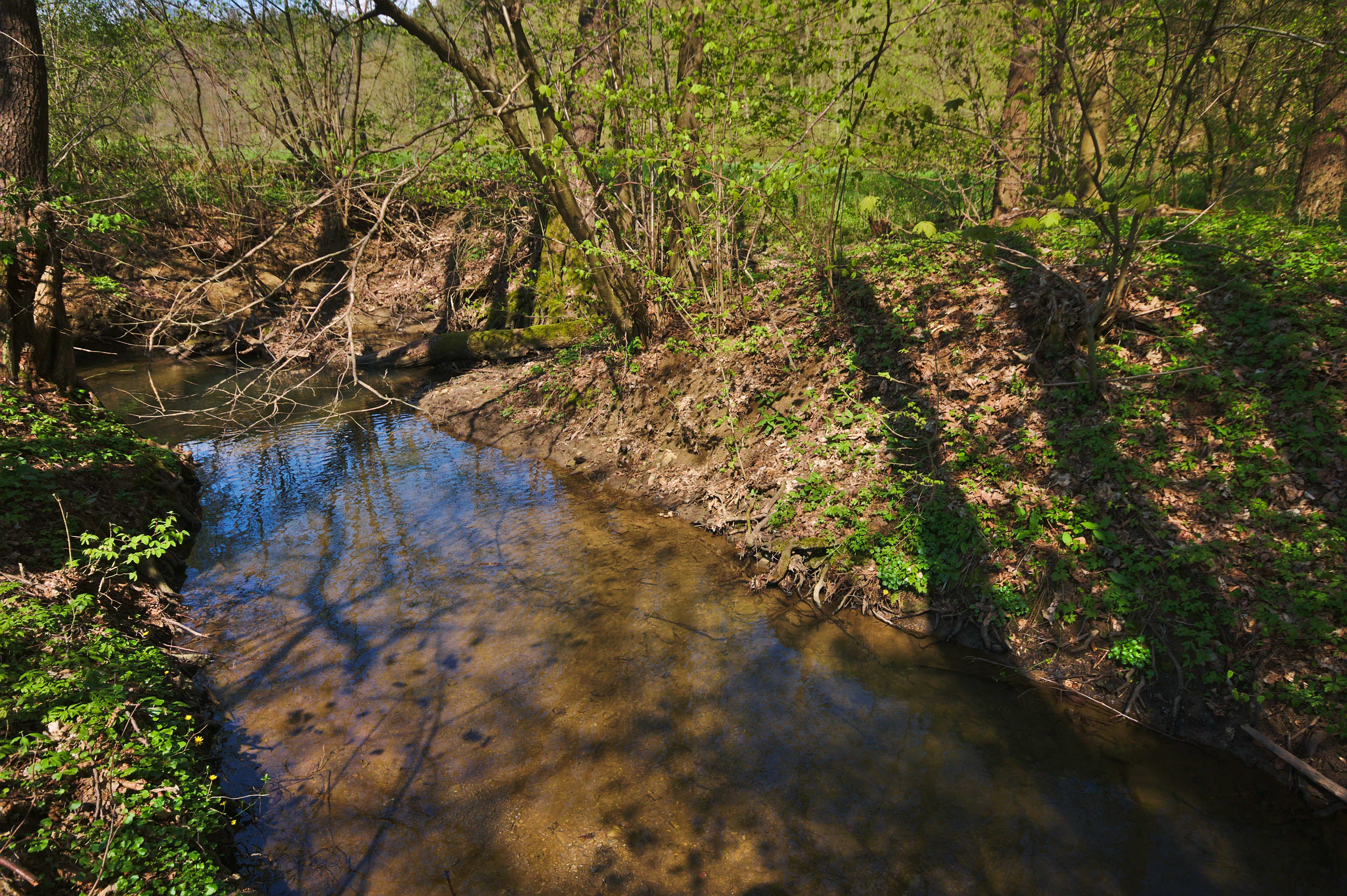
Potok Smolinka
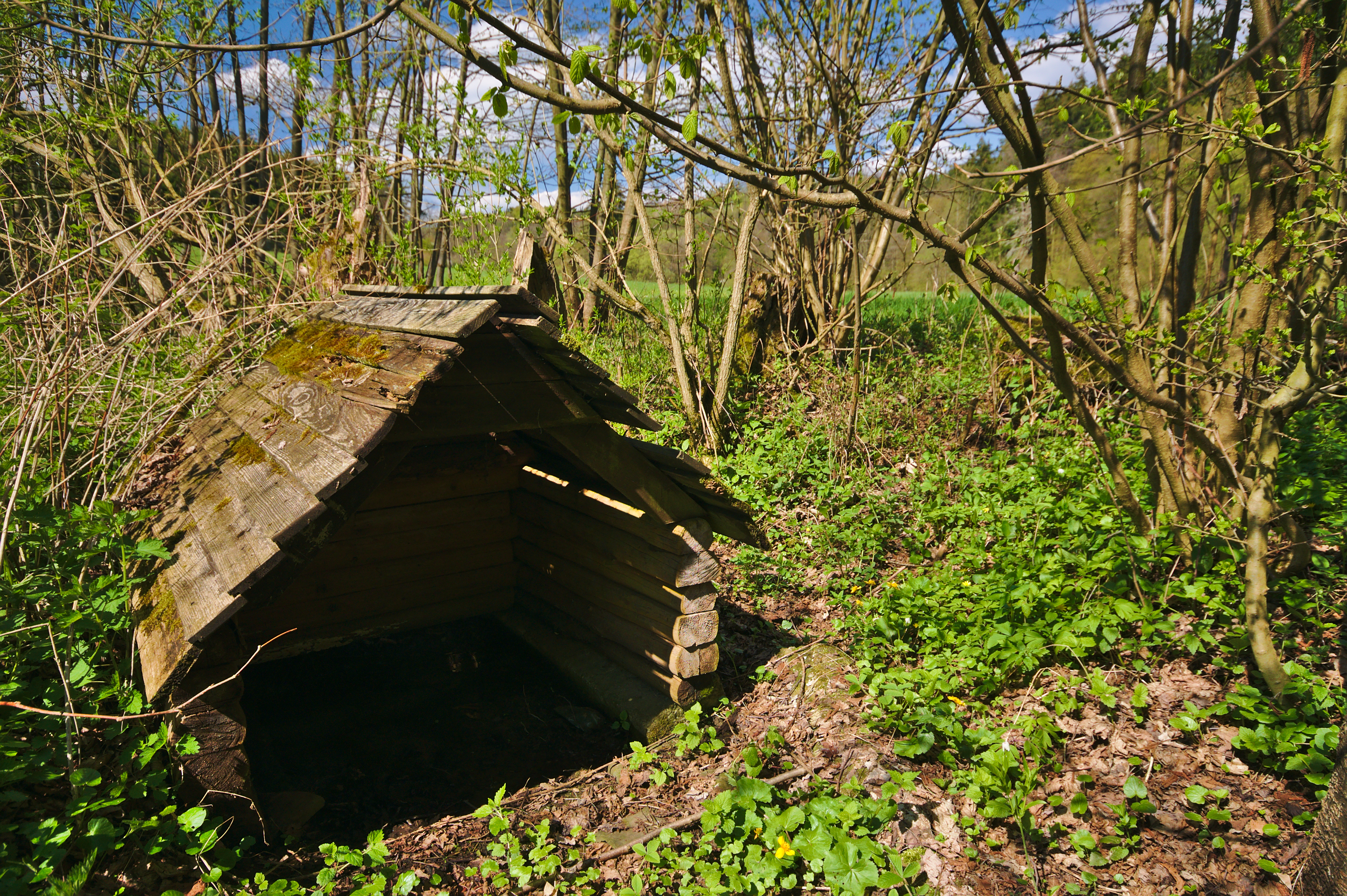
Pramen
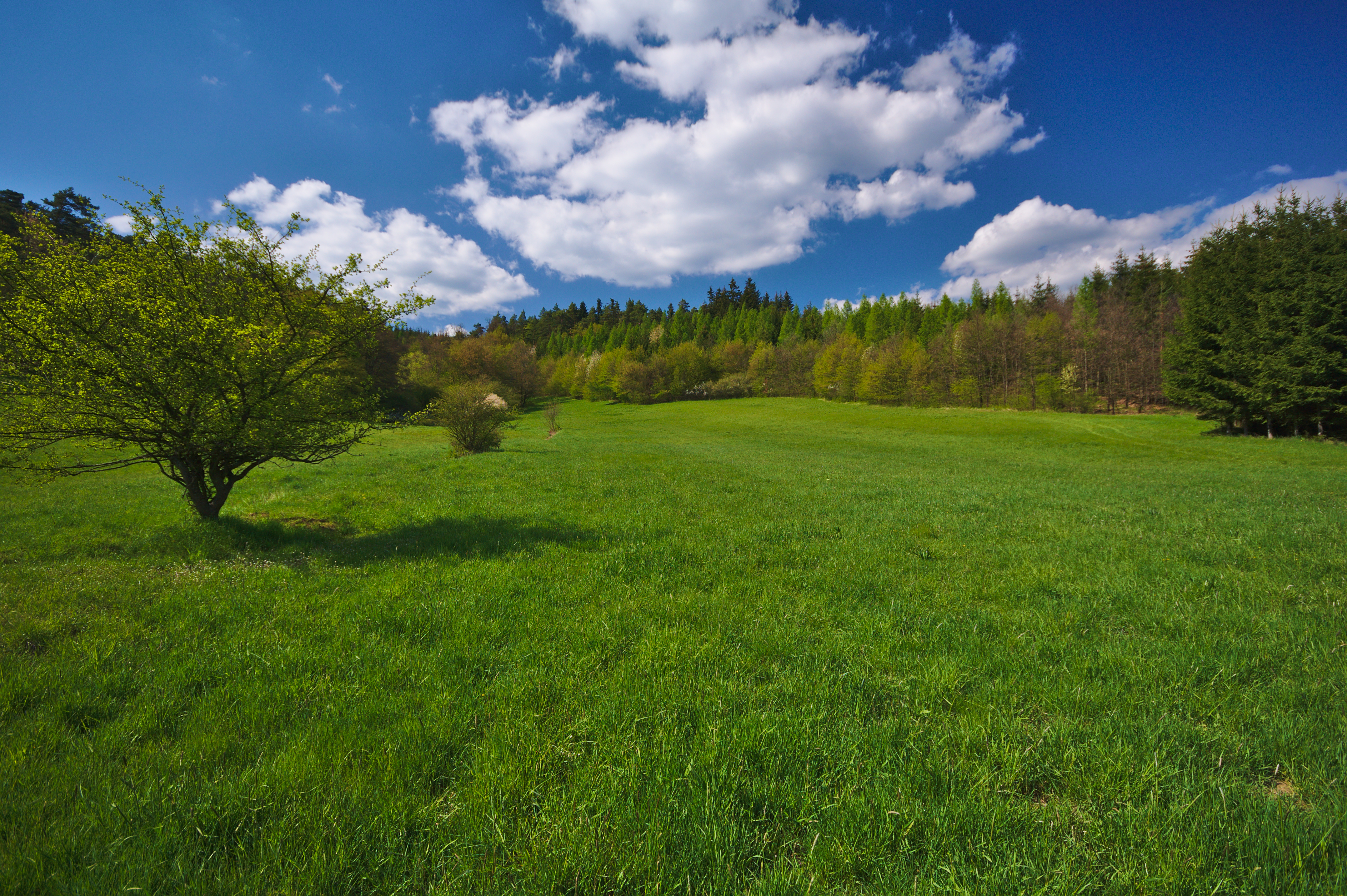
Stráň zvedající se od údolí potoka Smolinka
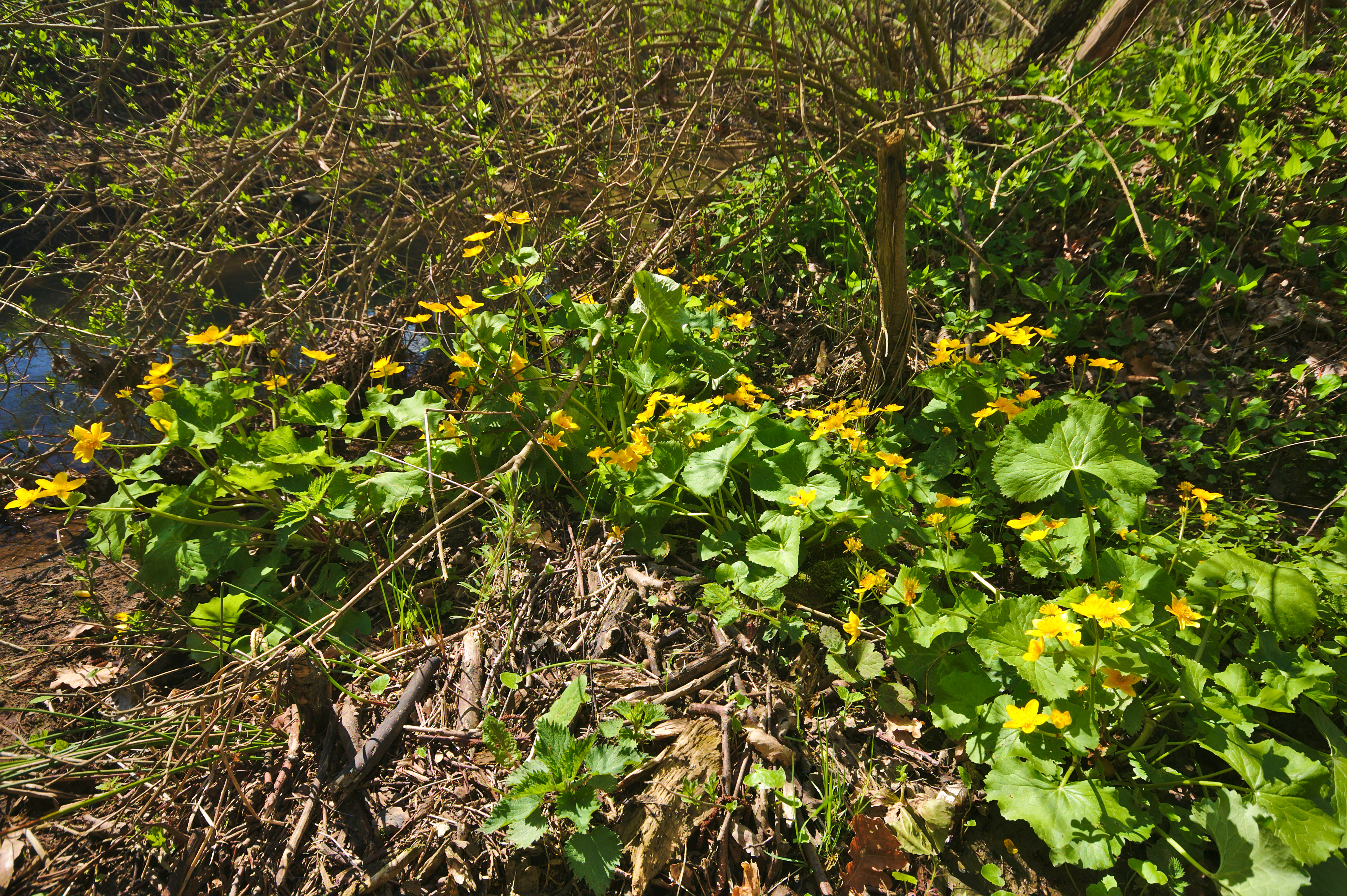
Kvetoucí blatouchy v severní části u potoka Smolinka